# Paul Rüster
Paul Georg Karl Julius Rüster (* 3. Juli 1897 in Reinerz, Landkreis Glatz, Provinz Schlesien; † nach 1946) war ein deutscher Kaufmann und Botaniker.

## Leben
Paul Rüster war ein Sohn des Kaufmanns Georg Rüster und seiner Ehefrau Adele, geborene Argelander.
Er besuchte ab 1903 das Realgymnasium am Zwinger in Breslau und zuletzt ab Ostern 1914 das Reform-Realgymnasium in Löwenberg, wo er im August 1914 die Kriegsreifeprüfung bestand. Rüster wurde zunächst Kaufmann und studierte dann aber, unterbrochen vom Heeresdienst, vom Wintersemester 1915/16 bis zum Wintersemester 1918/19 an der Technische Hochschule Breslau.
Am 4. Februar 1919 wechselte er an die Schlesische Friedrich-Wilhelms-Universität zu Breslau, wo er in den Jahren 1919 und 1920 an den Lehrexkursionen der Dr.-Paul-Schottländer-Stiftung teilnehmen konnte.
Am 30. November 1921 wurde Paul Rüster an der Hohen philosophischen Fakultät der Schlesischen Friedrich-Wilhelms-Universität Breslau bei Ferdinand Albin Pax mit seiner Dissertation über die subalpinen Moore des Riesengebirgskammes zum Dr. phil. promoviert.
Paul Rüster wirkte später an der Universität Breslau und gehörte noch nach Kriegsende unter polnischer Verwaltung dem Lehrkörper der Breslauer Universität an.
Paul Rüster war ab 1920 Mitglied und später Sekretär der Sektion für Gartenbau und Gartenkunst der Schlesischen Gesellschaft für vaterländische Kultur und wurde am 31. Mai 1922 unter der Matrikel-Nr. 3473 als Mitglied in die Deutsche Akademie der Naturforscher Leopoldina aufgenommen.

## Schriften
- Die subalpinen Moore des Riesengebirgskammes. Inaugural-Dissertation Schlesische Friedrich-Wilhelms-Universität Breslau, Reisse, Schweidnitz 1922 Digitalisat
- Kolonisierung oder Polonisierung? Die Kluft zwischen Wollen und Vollbringen – Melancholische Bilanz aus Schlesien. In: Die Zeit, 05, 30. Januar 1947 Digitalisat